# Fiskalrat
Der Fiskalrat ist ein österreichisches Gremium, das durch Analyse der Kapitalmärkte und der Entwicklung der Finanzschuld die Politik unterstützen soll, finanzpolitische Maßnahmen zu setzen. Die Funktionsperiode der Mitglieder beträgt sechs Jahre. Der Fiskalrat ging mit dem 1. November 2013 aus dem früheren Staatsschuldenausschuss hervor und stellt die in der Verordnung (EU) Nr. 473/2013 geforderte Unabhängige Einrichtung zur Überwachung der Einhaltung der Haushaltsregeln dar. Der Staatsschuldenausschuss war ursprünglich ein Unterausschuss des Verwaltungsrates der Österreichischen Postsparkasse und wurde erst mit der Umwandlung der Postsparkasse in eine Aktiengesellschaft (4. Mai 1997) zu einer eigenständigen Einrichtung.

## Aufgaben
Die einzelnen Aufgaben bestehen darin:
- eine Entwicklung der Staatsfinanzen zu prognostizieren
- die öffentlichen Budgets zu analysieren
- Empfehlungen an die Politik unter Berücksichtigung konjunktureller Entwicklungen abzugeben, sowie
- an Informationsveranstaltungen des Finanzministeriums mitzuwirken

Der Fiskalrat weist beispielsweise regelmäßig auf die tendenziell steigende Quote der Auslandsverschuldung des österreichischen Staatshaushalts seit Bestehen der Wirtschafts- und Währungsunion (WWU) hin.

## Mitglieder
Mitglieder des Fiskalrates sind Finanzfachleute und werden gemäß § 1 Abs. 2 des Bundesgesetzes über die Errichtung des Fiskalrates von den jeweiligen Institutionen entsandt:
- sechs Mitglieder seitens der Bundesregierung
- drei Mitglieder gemeinsam von der Wirtschaftskammer Österreich und der Präsidentenkonferenz der Landwirtschaftskammern
- drei Mitglieder der Bundesarbeitskammer
- je ein nicht stimmberechtigtes Mitglied des Österreichischen Gemeindebundes, des Österreichischen Städtebundes und der Landeshauptleutekonferenz.

Zusätzlich gibt es noch beratende Mitglieder, wie jene von der Oesterreichischen Nationalbank.
Präsidenten des Fiskalrates bzw. des Staatsschuldenausschusses waren bzw. sind:
- 1978–2006: Helmut Frisch
- 2006–2018: Bernhard Felderer[9]
- 2018–2020: Gottfried Haber[10]
- 2020–2021: Martin Kocher[11]
- 2021–2025: Christoph Badelt[12]

Nach dem Rücktritt von Haber im Februar 2020 blieb die Position des Präsidenten vorerst unbesetzt, das Finanzministerium kündigte eine rasche Entscheidung über seine Nachfolge an. Im Juni 2020 wurde Martin Kocher zum Präsidenten des Fiskalrats bestellt.
Der Fiskalrat entsendet Mitglieder in das Finanzmarktstabilitätsgremium (FMSG). (Siehe auch Finanzmarktaufsichtsbehörde)